# Secretum Secretorum
«Secretum Secretorum» (араб. كتاب سر الأسرار‎, Sirr al-Asrar, «Тайная книга тайн»; рус. «Тайная Тайных») — псевдоэпиграф, псевдо-аристотелевский компендиум, собрание житейских наставлений по различным вопросам — от политики до алхимии, которые Аристотель будто бы преподавал своему ученику Александру Македонскому. Памятник получил широкое распространение во всей средневековой Европе. Восходит к арабскому оригиналу VIII—IX веков. Содержит якобы «тайное» энциклопедическое учение. Представляет собой компиляцию из различных источников, имеющую явные восточные черты по форме и композиции.
Отождествляется со сборником неканонических текстов «Аристотелевы врата», запрещённым на Руси (Стоглав; 1551) как еретический.

## Текстология и история
Текстовое ядро арабского архетипа восходит к эпистолярному роману, написанному около 730 года, под названием Rasāʿ il Arisṭāṭālīsa ʿīlā 'l-Iskandar.
Текст имеет внутренние противоречия и повторы. Арабский вариант известен как «Kitāb as-Siyāsa fī tadbīr ar-riyasa al-ma’ruf bi-Sirrd-asrār» («Книга политического управления, известная под именем тайна тайн»). Арабский текст памятника известен в двух редакциях — полной и краткой.
Известен также еврейский перевод «Secretum Secretorum», сделанный в XII—XIII веке Иегудой Алхаризи.
Полная редакция арабского варианта была целиком переведена на латинский в первой половине XIII века Филиппом Клириком Трипольским, вероятно, обнаружившим произведение в Антиохии в 1234 году. Большая часть европейских переводов восходит к этому латинскому тексту.
Между 1135 и 1142 годами был сделан (вероятно, Иоанном Испанским) частичный перевод, который распространялся под названием «Epistula ad Alexandrum» («Послание к Александру»). Неполный кастильский и еврейский варианты происходят от краткой редакции.

## Значение
Во вступлении характеризуется как тайное учение Аристотеля для его ближайших учеников. Поскольку никто не сомневался в авторстве Аристотеля, это сочинение воспринималось как подлинное произведение известного философа и оказало большое влияние на западную культуру.

## Тайная Тайных
Древнерусский вариант памятника известен как «Тайная Тайных». Восходит к краткой арабской редакции.

### Текстология
Русский перевод «Тайной Тайных» известен в значительном количестве списков. Наиболее ранний список — Виленский — датируется второй половиной XVI века и стоит ближе всего к протографу перевода. Особенности его языка свидетельствуют о том, что перевод осуществлён в Западной Руси. Переводчик плохо владел языком, на который он переводил сложное сочинение, поэтому в некоторых случаях текст испорчен. А. Л. Хорошкевич предполагает, что переводчиком или заказчиком перевода был крещёный иудей Аврам Езофович Ребичкович, член Рады Великого княжества Литовского. В других известных списках перевод подвергся более или менее значительной русификации, поэтому дефекты древнейшей рукописи часто не могут быть по ним восполнены. Читающиеся в Виленском списке одни и те же слова западнорусского происхождения переводятся в других списках одинаково вне зависимости от контекста, что является признаком вторичности последних. Из русифицированных списков памятника примечательна относительно ранняя рукопись, хранящаяся в Бодлианской библиотеке, которая, вероятно, была переписана англичанином Христофором Бароу, деятелем Московской компании второй половины XVI века.
Некоторые особенности древнерусской версии сближают и позволяют связать её с еврейским переводом Алхаризи. К числу следов еврейского оригинала, сохранившихся в русском тексте, относятся: непереведённые еврейские слова (например, «фарисей» в значении «философ, мудрец»); обозначения при главах дней недели — характерная черта еврейских текстов (параши-гофтары); разделение отдельных «главизн» на «врата» (в отличие от западноевропейских вариантов, в которых они называются только «capita»; на «врата» делится и «Логика» Маймонида, также переведённая с иврита). В целом русский перевод «Тайной Тайных» существенно отличается от наиболее близкой к нему еврейской версии, опубликованной М. Гастером.
В русском тексте «Тайной Тайных» имеются отдельные чтения и даже целые разделы, не находящие аналогии в других версиях сочинения. Русский текст имеет ряд интерполяций, из которых наиболее значимыми являются часть сочинения «De venenis» Маймонида, медицинский трактат, также приписанный Маймониду, часть сочинения «Ad regem Mansorem» Разеса. Эти интерполяции имелись уже в еврейском оригинале. В перевод также включены некоторые политические рекомендации, возможно, являющиеся вставками самого переводчика. Только в русском переводе встречаются послание Аристотеля Александру Македонскому о том, как лечить Буцефала, которым завершается седьмая «главизна», а также заключительная глава, в которой резюмируется изложенное в произведении моральное и политическое учение. Русский перевод «Тайной Тайных» предваряет «Сказание о сотворении книги сеа», источник которого неизвестен. По мнению В. Райэна, оно составлено на Руси на основании сведений, почерпнутых из «Александрии». Единственная бесспорная славянская вставка в «Тайной Тайных» — пример действенности гадания, помещённый после ономантической таблицы и заимствованный из Мучения Димитрия Солунского. В некоторых списках к «Тайной Тайных» приложено также «Сказание о еллинском философе, о премудром Аристотеле». В. Райэн считает, что сказание представляет собой сокращённый перевод жизнеописания Аристотеля Диогена Лаэртского. Вероятно, «Сказание о еллинском философе» было присоединено к переводу «Тайной Тайных» позднее и не имеет отношения к еврейскому оригиналу последнего.

### Происхождение
Точной датировке русский перевод не поддаётся. Обычно датируется концом XV или началом XVI века. К середине XVI века он уже существовал. Часто связывается с ересью жидовствующих. Эту связь поставил под вопрос Я. С. Лурье, отметивший, что источники по истории ереси молчат об этом переводе. Р. Згута считает «Тайную Тайных» политической программой жидовствующих и рассматривает произведение как апологию неограниченной царской власти. Д. М. Буланин разделяет традиционную точку зрения о связи с ересью жидовствующих, поскольку в известном послании Иоасафу архиепископа Новгородского Геннадия, среди книг, имеющихся у жидовствующих, называются сочинения (в частности, перевод «Логики» Маймонида), язык которых близок переводу «Тайной Тайных».

### История и значение
Перевод «Тайной Тайных» активно переписывался и читался на Руси. Наиболее раннее заимствование указал А. И. Клибанов в рукописи конца XV — начала XVI века. По мнению М. Н. Сперанского, этот памятник имеет в виду Максим Грек в одном из посланий Фёдору Карпову. Большинство учёных считает, что именно «Тайная Тайных» названа в Стоглаве «Аристотелевыми вратами» и упомянута в числе еретических книг (вопрос 17-й, 22-й). Однако Стоглав именует «Аристотелевыми вратами» чисто гадательную книгу. Первоначально отождествлял «Аристотелевы врата» и «Тайную Тайных» и Сперанский. Позднее он обнаружил пособие по геомантии, озаглавленное «Врата Аристотеля премудраго» и счёл «Аристотелевы врата» Стоглава указанием на этот памятник. В. Райэн также отождествляет книгу, упомянутую Стоглавом, с «Вратами Аристотеля», хотя не исключает, что составители Стоглава назвали «Аристотелевыми вратами» содержащуюся в «Тайной Тайных» ономантическую таблицу. А. А. Турилов, А. В. Чернецов и Р. Згута признают верным первоначальное отождествление Сперанского. Известно также «Сказание о седми свободных мудростех», в котором в числе древних мудрецов фигурирует «похвалный во вратех Аристотель», но о его связи с данным памятником ничего сказать нельзя.
За исключением неясного указания Стоглава, не известно каких-либо запретов на чтение «Тайной Тайных». Идеи произведения оказали влияние на русскую публицистику, писатели и публицисты активно использовали их в своих сочинениях. Многие советы политического характера из произведения повторяются в сочинениях Ивана Пересветова («Сказание о Магмете-салтане», «Большая челобитная»). Заимствование из «Тайной Тайных» имеется в первом послании Ивана Грозного князю Андрею Курбскому. Высказывались предположения о влиянии произведения на политическую концепцию Курбского. Алексей Михайлович сочувственно цитировал памятник в послании князю Никите Одоевскому.

## Издания
- Историческая христоматия церковнославянского и древнерусского языков / Составлено Ф. Буслаевым. М., 1861. Стб. 1397—1404 (отрывок);
- По Виленскому списку: Сперанский М. Н. Из истории отреченных книг. IV. «Аристотелевы врата», или «Тайная Тайных». — СПб., 1908 (Памятники древней письменности и искусства. — Т. 171);
- Памятники литературы Древней Руси. Конец XV — первая половина XVI века. — М., 1984. С. 534—595, 750—755;
- Тайная Тайных / Подготовка текста, перевод и комментарии Д. М. Буланина // Библиотека литературы Древней Руси. [Электронное издание] / Институт русской литературы (Пушкинский Дом) РАН. — Т. 9 : Конец XV — первая половина XVI века.